# Mittagsmörder
Als Mittagsmörder ist in den 1960er-Jahren ein deutscher Serienmörder bezeichnet worden, der aus Habgier mindestens fünf Menschen getötet hatte. Den Namen erhielt er, weil er die Raubüberfälle und Morde vorwiegend in der Mittagszeit begangen hatte. Der Täter Klaus G., geboren am 1. September 1940 in Frankfurt (Oder), wurde im Februar 2015 aus dem Strafvollzug entlassen. Er war mit fast 50 Jahren Haft der in Bayern am längsten inhaftierte Gefangene.

## Leben
Klaus G. war der Sohn eines Berufsoffiziers, der seit Februar 1945 als vermisst galt. Er wuchs mit seinem Bruder bis 1945 im ostbrandenburgischen Meseritz und ab 1949 in Hersbruck auf. Nach fünf Jahren Volksschule wechselte G. 1951 auf die Oberrealschule Hersbruck. Dort musste er eine Klasse wiederholen und fiel durch die Reifeprüfung. Er wechselte auf die Oberschule in Ingolstadt und machte dort im Juli 1962 sein Abitur. Im Herbst desselben Jahres begann er an der Höheren Wirtschaftsfachschule der Stadt Nürnberg ein Studium der Volkswirtschaft, das er jedoch abbrach.
Im Sommer 1964 meldete er sich als Offizierbewerber und rückte noch im Oktober ein. Nach seiner Ausbildung bei verschiedenen Pioniereinheiten in Koblenz und München bemühte er sich wiederholt um seine Entlassung. Als diese ausblieb, desertierte er im April 1965 und lebte fortan unter falschen Namen in Nürnberg und Umgebung.

## Verbrechen
G. erschoss bei seinen Raubüberfällen im Raum Nürnberg zwischen 1960 und 1965 zwei Frauen und fünf Männer, stets um die Mittagszeit. Bei vermeintlichem oder tatsächlichem Widerstand machte er jeweils sofort von der Schusswaffe Gebrauch.
Die erste Tat ereignete sich am 22. April 1960 in der Tuchergartenstraße in Nürnberg, als G. eine ältere Frau in ihrer Wohnung überfiel. Als diese um Hilfe rief, eilten eine Untermieterin und deren Verlobter herbei, die daraufhin beide vom Täter erschossen wurden. G. floh ohne Beute und ließ die Wohnungsinhaberin lebend zurück. Diese alarmierte die Polizei und lieferte ihr eine gute Täterbeschreibung. Trotz einer Alarmierung sämtlicher Polizeidienststellen in Nürnberg und Umgebung konnte der Flüchtige nicht gefasst werden. Die Beamten gingen anschließend hunderten Hinweisen aus der Bevölkerung nach und sichteten mit der Wohnungsinhaberin rund 2000 Fotos aus der Verbrecherkartei. Zudem wurden Fingerabdrücke verglichen, Verbindungen zu ähnlichen Überfällen gesucht und dutzende Gegenüberstellungen durchgeführt. Als Tatwaffe wurde eine belgische Selbstladepistole der Marke Fabrique Nationale Herstal, Kaliber 7,65 mm, identifiziert.
Nach rund einem Jahr ohne Erfolg starteten die Ermittler eine der größten Fahndungsaktionen in der Geschichte der Bundesrepublik. Dabei wurden sämtliche Männer der Jahrgänge 1939 und 1940 überprüft, die zur Tatzeit in Nürnberg gewohnt hatten, insgesamt 50.366 Personen. Die Beamten überprüften auch 1174 Männer aus der Partnervermittlung, in der die überlebende Wohnungsbesitzerin arbeitete.
Am 10. September 1962 erfolgte das nächste Verbrechen. G. erschoss den Filialleiter der Sparkasse in Ochenbruck und entkam mit über 3000 DM. Diesmal hatte er eine Walther PPK verwendet. Zeugen konnten seinen Fluchtweg bis zum Bahnhof verfolgen. Schon am 30. November überfiel G. die Sparkassenzweigstelle in Neuhaus an der Pegnitz und erschoss einen Rentner, der sich des Überfalles nicht bewusst schien und in seine Brusttasche gegriffen hatte, um eine Brille hervorzuholen. Als Tatwaffe wurde diesmal eine Walther P38 verwendet.
Während die Beamten noch mit den Ermittlungen in den vorhergegangenen Verbrechen beschäftigt waren, wurden am 29. März 1963 in der Werkstatt eines Waffengeschäftes in Nürnberg der Besitzer und dessen Mutter erschossen. Durch die Projektile, Hülsen und individuellen Verfeuerungsmerkmale konnten als Tatwaffen dieselben Walther-Pistolen identifiziert werden, die bereits bei den tödlichen Schüssen in Ochenbruck und Neuhaus benutzt worden waren. Gegen das männliche Mordopfer waren Ermittlungen wegen möglicher illegaler Waffengeschäfte gelaufen.
Am 1. Juni 1965 verübte G. in einem Nürnberger Kaufhaus sein letztes Verbrechen. Nach dem Versuch, einer Kundin die Handtasche zu entwenden, verfolgten ihn mehrere Passanten. Polizisten verhafteten G. nach einer Schießerei, bei der er einen Mann getötet und zwei weitere schwer verletzt hatte.

## Verurteilung und Haft
G. trug zum Zeitpunkt seiner Festnahme unter anderem drei Pistolen, einen Totschläger und Feuerwerkskörper bei sich. G. leugnete anfangs die Verbrechen, doch konnten eine der bei ihm befindlichen Pistolen sowie zwei weitere Pistolen, die sich in einer von ihm gemieteten Wohnung in Nürnberg befanden, als die Tatwaffen identifiziert werden. Sie waren bei Diebstählen in den Jahren 1959, 1960 und 1962 erbeutet worden. Bei einer Gegenüberstellung erkannte ihn ein Zeuge des Überfalls in Ochenbruck.
Mit diesen Beweisen konfrontiert, legte er ein Geständnis ab und offenbarte dabei auch seine Gleichgültigkeit den Opfern gegenüber. Unter anderem gab er zu Protokoll: „Er kam wie ein Wilder auf mich zugestürzt (…) Da ich diesen Angriff unbedingt abwehren wollte, habe ich deshalb noch ein drittes Mal auf den Mann gefeuert“ (erster Mord in Nürnberg), „Wenn ich in die Sparkasse kam und die Pistole zückte, dann hatten sie alle die Pfoten hochzunehmen. Wenn sie das nicht taten, waren sie doch selbst schuld, wenn ich sie erschießen mußte“ (zu den Sparkassen-Überfällen), „Ich hatte Angst, daß man mich festhalten würde, und mußte doch in Notwehr schießen“ (letzter Mord in Nürnberg).
Zur Begründung für die mittäglichen Tatzeiten gestand er, er sei kein Frühaufsteher und habe den Vormittag für seine Vorbereitungen gebraucht.
Am 27. Juli 1967 wurde G. wegen fünffachen Mordes und drei besonders schwerer Fälle des Raubes zu lebenslangem Zuchthaus verurteilt. Der erste Doppelmord wurde nicht verhandelt, da er ihn vor seinem 21. Geburtstag begangen hatte und er für die im Erwachsenenalter begangene Morde ohnehin lebenslang bekam (vgl. § 154 StPO).
Anfang 2010 ordnete das Landgericht Regensburg Hafterleichterungen an, um G. langfristig auf Bewährung zu entlassen. Diese Entscheidung wurde jedoch vom OLG Nürnberg aufgehoben, da die Gefahr bestehe, dass G. erneut ein schweres Verbrechen begehe. Die hiergegen gerichtete Verfassungsbeschwerde hatte 2011 Erfolg. Nach der Entscheidung des Bundesverfassungsgerichts wurde er nun auf ein Leben außerhalb der Justizvollzugsanstalt vorbereitet und am 26. Februar 2015 nach fast 50 Jahren Haft aus der JVA Straubing auf Bewährung entlassen. Mittlerweile lebt er unter einer neuen Identität.